# Venezia e il suo estuario
Venezia e il suo estuario è una guida storico-artistica scritta dal letterato veneziano Giulio Lorenzetti e pubblicata nel 1926.
Nel 1961 Maria Ciartoso vedova Lorenzetti, facendo riferimento all'edizione del 1926, ha curato la traduzione del testo in lingua inglese.
L'opera del Lorenzetti, come afferma Nereo Vianello nella sua presentazione, può essere considerata un racconto guidato nella città di Venezia e di tutto ciò che in essa vive a cominciare dalla storia dell'arte, una catalogazione di un intero patrimonio artistico presente tutt'oggi.
Nel 1963 è stata pubblicata una nuova edizione aggiornata della guida, successivamente ristampata nel 1974.
In particolare, la guida identifica dodici percorsi (denominati "itinerari"), tutti con origine in Piazza San Marco che coprono in maniera capillare la totalità del centro storico cittadino. Questi itinerari sono diventati parte ufficiale della segnaletica turistica, curata dal Comune di Venezia, e sono riportati in appositi nizioleti come indicazione stradale per i visitatori della città.
La guida inoltre costituisce una delle pubblicazioni di riferimento la cui conoscenza è richiesta dalla provincia di Venezia per l'esame di guida turistica. 

## Edizioni
- Giulio Lorenzetti, Venezia e il suo estuario. Guida storico-artistica, Venezia, Bestetti & Tumminelli, 1926,  p. 1048.
- Giulio Lorenzetti, Venezia e il suo estuario. Guida storico-artistica, Roma, Poligrafico dello Stato, 1956,  p. 999.
- Giulio Lorenzetti, Venezia e il suo estuario. Guida storico-artistica, Trieste, Edizioni Lint, 1974,  p. 999.
- Giulio Lorenzetti, Venezia e il suo estuario. Guida storico-artistica, Trieste, Lint Editoriale Associati, 1999,  p. 999, ISBN 88-86179-24-3.